# Holmön (ort)
Holmön (på lokal dialekt Höḷmöʸn) är en by på ön med samma namn i Norra Kvarken. För bebyggelsen har SCB under perioden 1990-2000 här avgränsat en småort. Från 2015 avgränsas här åter en småort, som nu även omfattar bebyggelsen i de centrala delarna av ön.

Karta över Holmö by från 1695.